# Distretto di Liujia
Il distretto di Liujia (六甲區S, Liùjiǎ QūP) è un distretto della città di Tainan, situata a Taiwan.